# Earth vs. The Pipettes
Earth vs. The Pipettes är den brittiska gruppen The Pipettes andra och sista studioalbum, utgivet den 6 september 2010. Albumet utgavs på CD och LP.
Inför detta album genomgick The Pipettes medlemsbyten. RiotBecki och Rosay hade lämnat gruppen och Gwenno fick sällskap av sin yngre syster Ani.
Albumomslaget visar Ani och Gwenno i en rymd- och UFO-inspirerad miljö.

## Låtförteckning
Alla låtar är skrivna och komponerade av the Pipettes (Gwenno och Ani Saunders). 
| Nr           | Titel                          | Längd |
| ------------ | ------------------------------ | ----- |
| 1.           | Call Me                        | 2:50  |
| 2.           | Ain't No Talking               | 2:32  |
| 3.           | Thank You                      | 3:25  |
| 4.           | I Need a Little Time           | 3:40  |
| 5.           | History                        | 2:21  |
| 6.           | I Always Planned to Stay       | 3:28  |
| 7.           | Stop the Music                 | 4:07  |
| 8.           | I Vibe U                       | 3:41  |
| 9.           | Our Love Was Saved by Spacemen | 3:05  |
| 10.          | Finding My Way                 | 2:39  |
| 11.          | Captain Rhythm                 | 2:30  |
| 12.          | From Today                     | 3:35  |
| Total längd: | Total längd:                   | 37:48 |

| 13.          | Stop the Music (Martin Rushent Remix) | 3:48  |
| 14.          | Call Me (Young Galaxy Remix)          | 3:00  |
| Total längd: | Total längd:                          | 44:36 |

## Medverkande
The Pipettes
- Gwenno – sång, keyboard
- Ani – sång